# Leones del Habana
Leones del Habana, también conocidos como El Habana, fue un equipo de béisbol profesional de Cuba fundado en 1868 y que participó desde la primera temporada de la Liga Cubana de Béisbol en  1878 hasta su disolución en 1961. Tenían su base en la ciudad de La Habana. Su uniforme fue de color rojo.
Su primer juego fue el 29 de diciembre de 1878 contra Alacranes del Almendares, su "eterno rival", venciéndolos 21x20. Además lograron hacerse con ese primer campeonato del béisbol cubano 1878-79. El Habana logró obtener 31 campeonatos, mientras que su más cercano competidor, Almendares logró 25 títulos. Fueron campeones de la Serie del Caribe 1952.

## Títulos
- 1878/70
- 1879/80
- 1882/83
- 1884/85
- 1885/86
- 1886/87
- 1888/89
- 1889/90
- 1891/92
- 1897/98
- 1900/01
- 1901/02
- 1902/03
- 1903/04
- 1908/09
- 1911/12
- 1914/15
- 1917/18
- 1919/20
- 1920/21
- 1925/26
- 1926/27
- 1927/28
- 1927/28
- 1933/34
- 1940/41
- 1943/44
- 1947/48
- 1950/51
- 1951/52
- 1952/53

- Datos: Q1264787